# Shrivalli Bhamidipaty
Shrivalli Rashmikaa Bhamidipatynna (Hindi: श्रीवल्ली रश्मिका भामिदिपति; * 12. Dezember 2001 in Hyderabad) ist eine indische Tennisspielerin.

## Karriere
Bhamidipaty begann mit elf Jahren das Tennisspielen und spielt überwiegend auf Turnieren der ITF Women’s World Tennis Tour, bei denen sie bislang zwei Einzel- und sechs Doppeltitel gewonnen hat. 
Im Jahr 2023 spielte Bhamidipaty erstmals für die indische Billie-Jean-King-Cup-Mannschaft; ihre Billie-Jean-King-Cup-Bilanz weist bislang zwei Siege bei einer Niederlage aus.

## Turniersiege

### Einzel
| Nr. | Datum             | Turnier   | Kategorie | Belag     | Finalgegnerin       | Ergebnis      |
| --- | ----------------- | --------- | --------- | --------- | ------------------- | ------------- |
| 1.  | 26. November 2023 | Bengaluru | ITF W25   | Sand      | Zeel Desai          | 6:0, 4:6, 6:3 |
| 2.  | 15. Dezember 2024 | Solapur   | ITF W35   | Hartplatz | Bunyawi Thamchaiwat | 7:5, 6:3      |

### Doppel
| Nr. | Datum            | Turnier             | Kategorie | Belag     | Partnerin         | Finalgegnerinnen                      | Ergebnis         |
| --- | ---------------- | ------------------- | --------- | --------- | ----------------- | ------------------------------------- | ---------------- |
| 1.  | 19. Februar 2022 | Gurugram            | ITF W15   | Hartplatz | Humera Baharmus   | Punnin Kovapitukted Anna Ureke        | 6:3, 1:6, [10:3] |
| 2.  | 3. Juni 2023     | Nakhon Si Thammarat | ITF W25   | Hartplatz | Vaidehi Chaudhari | Zeel Desai Anastassija Suchotina      | 6:4, 6:3         |
| 3.  | 15. Juli 2023    | Nakhon Si Thammarat | ITF W15   | Hartplatz | Monique Barry     | Punnin Kovapitukted Supapitch Kuearum | 6:2, 7:63        |
| 4.  | 2. Dezember 2023 | Ahmedabad           | ITF W15   | Hartplatz | Vaidehi Chaudhari | Akanksha Dileep Nitture Soha Sadiq    | 6:1, 6:2         |
| 5.  | 16. März 2024    | Indore              | ITF W35   | Hartplatz | Vaidehi Chaudhari | Lee Ya-hsuan Park So-hyun             | 6:3, 7:5         |
| 6.  | 15. März 2025    | Nonthaburi          | ITF W35   | Hartplatz | Vaidehi Chaudhari | Punnin Kovapitukted Yūki Naitō        | 6:4, 6:3         |